# Шельфовый ледник Славы
Шельфовый ледник Слава (68°49′ ю. ш. 154°44′ в. д.) — шельфовый ледник вдоль побережья Антарктиды между полуостровом Моусона и мысом Андреева. Этот объект был сфотографирован с воздуха в ходе операции Highjump ВМС США (USN) в 1947 году. Повторно изучен в 1958 году Советской антарктической экспедицией (СовАЭ), которая присвоила название «Залив Славы» широкому открытому заливу, выходящему на этот шельфовый ледник. Это решение по названию соответствует рекомендации ANCA о том, что название будет надлежащим образом применяться к шельфовому леднику. Назван в честь советской китобойной флотилии «Слава».